# Famille Fonseca
Pour les articles homonymes, voir Fonseca.
La famille Fonseca, de Rome, est originaire de la ville de Lamego, dans le nord du Portugal, où ses ancêtres sont marchands en épices, banquiers et médecins. Juifs séfarades, convertis de force au Christianisme en 1497, ils renoncent alors à leur patronyme originel, Aboab, pour prendre celui de Fonseca, terre voisine de Lamego. Cependant, demeurés suspects d’hérésie par l'inquisition portugaise, ils sont contraints d’émigrer vers l’Italie dès les années 1540, à Rome, à Pise et à Venise.

## Histoire
Trois grands marchands et banquiers ont fondé la fortune et la puissance des Fonseca à Rome : Jacome da Fonseca (1510 + avant 1588), ensuite fixé à Salonique (1555), son frère Antonio da Fonseca (1515 + 1588) et le fils de ce dernier, Emanuele da Fonseca (1554 + 1625), gentilhomme de la Maison du Pape Grégoire XIII.
Au cœur de l'Église catholique, ces hommes d'affaires, conseillers financiers d'influents prélats, négocient la protection de leur parentèle marrane face à l'inquisition et la possibilité de quitter le Portugal.
Agrégée à la noblesse romaine vers 1600, et devenue authentiquement catholique dès les années 1610, cette famille Fonseca a notamment donné :
- cinq conservateurs du sénat et peuple de Rome, administrateurs municipaux de cette ville élus entre 1641 et 1728, dont trois qui ont effectué un second mandat ;
- deux évêques', l’un de Tivoli, dans le Latium, en 1690-1728 et l’autre de Jesi, dans la marche d’Ancône, en 1724-1763 ;
- deux professeurs de Médecine, à Pise et Rome, le second, médecin et conseiller privé d’Innocent X, en 1644-1654.

La famille Fonseca de Rome a pratiqué l'endogamie, ne se mariant pas hors de sa parentèle marrane jusqu’en 1636. Simone Fonseca (1605 + 1663), conservateur du sénat de Rome, fils d'Emanuele, a alors épousé Diana Léonini (vers 1620 + 1701), héritière de la famille Léonini, de Tivoli, elle-même alliée vers 1510 aux Médicis.
Aux générations suivantes, Paolo Fonseca (1657 + 1729), officier des chevau-légers de la garde du Pape, fils de Simone et Diana, s'est marié en 1682 à Marguerite de Fougasse, qui lui a apporté le marquisat de Taillades, en Comtat, puis leur fils Simone II Fonseca (1686 + 1747), 2e marquis Fonseca, conservateur du sénat de Rome, a épousé en 1732 Margherita Vitelleschi, de l’illustre famille romaine Vitelleschi, ayant donné deux cardinaux au XVe siècle et un supérieur général des Jésuites au XVIIe siècle.
Les Fonseca se sont éteints dans les mâles vers 1810, en la personne de Luigi, 3e marquis Fonseca, et définitivement en 1816, en la personne de sa sœur aînée, la comtesse Amadei.
Luigi, 3e marquis Fonseca (1738 + vers 1810), colonel jacobin, était lié à Eleonora de Fonseca Pimentel (1752 + 1799), sa parente, et au comte de Cagliostro (1743 + 1795). Il a inspiré ses petits-neveux, le comte Luigi Amadei et le marquis Filippo Caucci Molara, colonels de l’éphémère armée républicaine de Rome en 1849.

## Blasonnement
Armes : « D’or à cinq molettes d’éperons de gueules posées en sautoir » (reprise des armes de la famille Fonseca d'Espagne, ayant donné un cardinal en 1412, Pedro da Fonseca).

## Postérité
La famille Fonseca a laissé plusieurs monuments à Rome, en particulier trois palais Fonseca, le plus connu et le plus vaste, Place Santa Maria sopra Minerva, près du Panthéon, construit à partir de 1605 (Palais Fonseca a Pigna, actuel « Hôtel Minerva », ouvert en 1832 et toujours actif. Depuis lors, l'hôtel de la Minerve a hébergé de nombreuses personnalités illustres comme Stendhal, Cavour et le général José de San Martín, héros argentin.
), la villa Fonseca, sur le mont Celio, construite à partir de 1590, et au moins deux chapelles Fonseca, l’une dans l’église San Giacomo degli Spagnoli, décorée de 1585 à 1588 par Baldassare Croce (chapelle de la Résurrection), l’autre dans la basilique San Lorenzo in Lucina, construite et décorée de 1664 à 1668 par Le Bernin (chapelle de l’Annonciation, qui abrite notamment le Buste de Gabriele Fonseca).

## Pour approfondir